# Michele Russo (vescovo)
Michele Russo (San Giovanni Rotondo, 30 gennaio 1945 – Milano, 29 marzo 2019) è stato un vescovo cattolico e missionario italiano.

## Biografia
Il 9 settembre 1969 venne incorporato tra i Missionari comboniani del Cuore di Gesù e il 18 marzo dell'anno seguente fu ordinato presbitero per la stessa congregazione.

### Ministero episcopale
Il 6 marzo 1989 papa Giovanni Paolo II lo nominò primo vescovo di Doba. Il 21 maggio successivo ricevette l'ordinazione episcopale, a Doba, dal vescovo Matthias N'Gartéri Mayadi, co-consacranti l'arcivescovo Joachim N'Dayen e il vescovo Gabriel (Régis) Balet, O.F.M.Cap. Durante la stessa celebrazione prese possesso della diocesi.
Dal 7 dicembre 2003 al 12 settembre 2004, giorno dell'ingresso in diocesi del nuovo vescovo Joachim Kouraleyo Tarounga, fu amministratore apostolico di Mondou.
Il 30 settembre 2012 criticò, in un'omelia, la gestione governativa delle risorse petrolifere: a pochi giorni di distanza fu espulso dal governo del Ciad con l'accusa di essersi dedicato ad "attività incompatibili" con il suo ruolo. Il provvedimento venne poi ritirato tre mesi dopo, ma il 14 ottobre 2013 venne definitivamente espulso dal Ciad.
Il 30 gennaio 2014 papa Francesco accolse la sua rinuncia al governo pastorale della diocesi.
Morì il 29 marzo 2019, all'età di 74 anni, a Milano. Il 2 aprile seguente furono celebrate le sue esequie nella chiesa di san Giuseppe artigiano a San Giovanni Rotondo.

## Genealogia episcopale e successione apostolica
La genealogia episcopale è:
- Cardinale Scipione Rebiba
- Cardinale Giulio Antonio Santori
- Cardinale Girolamo Bernerio, O.P.
- Arcivescovo Galeazzo Sanvitale
- Cardinale Ludovico Ludovisi
- Cardinale Luigi Caetani
- Cardinale Ulderico Carpegna
- Cardinale Paluzzo Paluzzi Altieri degli Albertoni
- Papa Benedetto XIII
- Papa Benedetto XIV
- Papa Clemente XIII
- Cardinale Bernardino Giraud
- Cardinale Alessandro Mattei
- Cardinale Pietro Francesco Galleffi
- Cardinale Filippo de Angelis
- Cardinale Amilcare Malagola
- Cardinale Giovanni Tacci Porcelli
- Papa Giovanni XXIII
- Cardinale Paul Zoungrana, M.Afr.
- Arcivescovo Matthias N'Gartéri Mayadi
- Vescovo Michele Russo, M.C.C.I.

La successione apostolica è:
- Vescovo Joachim Kouraleyo Tarounga (2004)